# Amploia
L'amploia, la meleta o la patoia –la forma juvenil– (Sprattus sprattus) és una espècie de peix pertanyent a la família dels clupeids i semblant a la sardina que habita des de la mar del Nord i la mar Bàltica fins al Marroc, la Mediterrània, la mar Adriàtica i la mar Negra. És objecte de pesca per tal com la seua carn és apreciada per la indústria conservera per a elaborar farina de peix i aliments per a visons. És menys emprada per al consum humà però, tot i així, és venuda fresca, fumada, en conserva i congelada per a ésser fregida i rostida a la graella. Hi ha informes d'enverinament per ciguatera.

## Morfologia
Pot arribar a fer 16 cm de llargària màxima, comuna de 8 a 12 cm. Té el cos comprimit i recobert d'escates petites que es desprenen fàcilment. Té entre 13 i 21 radis tous a l'aleta dorsal i 12-23 a l'anal. El dors és de color blau-verdós fosc, els flancs grisencs i el ventre platejat. L'aleta dorsal és situada darrere el centre del cos. L'aparellament ocorre a l'estiu i cada femella fa una posta de 6.000-14.000 ous pelàgics a 10-20 m de fondària. Es reprodueix durant tot l'any, però sobretot de maig a juny a la mar Negra) i de desembre a abril a la Mediterrània.

## Ecologia
És un peix marí i d'aigua salabrosa, pelàgic-nerític, oceanòdrom i de clima temperat (66°N-30°N, 11°W-42°E) que viu entre 10-150 m de fondària. Mena una vida pelàgica i forma grans moles. La seua esperança de vida és de sis anys.
Menja crustacis planctònics. És depredat per Clupea harengus, el bacallà (Gadus morhua), Merlangius merlangus, el peix carboner (Pollachius virens) -a Escòcia-, el lluç (Merluccius merluccius), el bonítol (Sarda sarda), Chelidonichthys gurnardus, la mòllera fosca (Trisopterus luscus) -a Portugal-, Chelidonichthys lucernus –a Portugal–, Myxine glutinosa, la gavineta de tres dits (Rissa tridactyla) –a Escòcia–, la foca comuna (Phoca vitulina), la rajada vestida (Leucoraja naevus), la clavellada (Raja clavata), la rajada dolça (Raja montagui), Loligo forbesi –a Irlanda– i el dofí mular (Tursiops truncatus), a Escòcia.